# NBC塔
NBC塔（NBC Tower）是位於美國伊利諾伊州芝加哥近北區的一座建築。這座建築竣工於1989年，有37層，高191米。全國廣播公司（NBC）的芝加哥辦公室、攝影棚，以及其在芝加哥分台WMAQ-TV在這裡辦公。建築的外觀被認為是裝飾藝術風格建築的最佳複製品之一。

## 外部連結
- Emporis listing（页面存档备份，存于）
- Official website（页面存档备份，存于）
- Skidmore, Owings, and Merrill（页面存档备份，存于）
- WMAQ's official website（页面存档备份，存于）
- WSNS' official website
- WSCR's official website